# Hjälstaby
Hjälstaby är en by i Hjälsta socken i nordöstra delen av Enköpings kommun, Uppland och genomkorsas av länsväg C 582. Länsväg C 581 går mot Ekolsunds slott och länsväg C 583 går mot Örsundsbro. SCB har för bebyggelsen i byn och dess grannby i öster Vängsta avgränsat och namnsatt småorten Hjälstaby och Vängsta i Enköpings kommun.
Byn består av enfamiljshus samt bondgårdar och
Hjälsta kyrka ligger just öster om byn och inom småorten.